# Enyalioides heterolepis
Enyalioides heterolepis — вид ігуаноподібних ящірок родини шипохвостих ігуан (Hoplocercidae). Мешкає в Колумбії, Еквадорі і Панамі.

## Поширення і екологія
Enyalioides heterolepis мешкають в низовинах Центральної і Східної Панами та на тихоокеанських схилах Колумбії і Північно-Західного Еквадору. Вони живуть у вологих тропічних лісах на рівнинах і в передгір'ях, на висоті до 900 м над рівнем моря, в Панамі на висоті до 1000 м над рівнем моря. Ведуть наземний спосіб життя зустрічаються серед невисокої рослинності або в норах. Відкладають яйця.